# Gran Premi de Terol de motociclisme
El Gran Premi de Terol de motociclisme  fou un Gran Premi de motociclisme que es va celebrar a l'octubre del 2020 al MotorLand Aragón, a Alcanyís, dins del calendari del Campionat del món de motociclisme. Es va introduir com a resposta a la pandèmia de COVID-19 i es va celebrar en aquella única ocasió.

## Nom oficial i patrocinador
- Gran Premio Liqui Moly de Teruel

## Lloc i data
- MotorLand Aragón (Alcanyís), 23-25 d'octubre del 2020

## Guanyadors
| Any  | Moto3       | Moto3 | Moto2     | Moto2 | MotoGP            | MotoGP | Detalls |
| Any  | Pilot       | Moto  | Pilot     | Moto  | Pilot             | Moto   | Detalls |
| ---- | ----------- | ----- | --------- | ----- | ----------------- | ------ | ------- |
| 2020 | Jaume Masià | Honda | Sam Lowes | Kalex | Franco Morbidelli | Yamaha | Detalls |